# Abou Hassan Aref Halawi
Jeque Abou Hassan Aref Halawi (1900-2003), fue un jerarca druso que vivió más de 103 años en las montañas del Barouk, Shouf, provincia de mayoría druza al sur del estado Monte Líbano, República del Líbano. 
Sus fieles le llamaban el señor de la montaña porque llevaba una vida de estricta reclusión en los montes de El Líbano, dedicado exclusivamente a cuestiones espirituales. Sin embargo, el ascetismo que practicaba el jeque Abu Hasan Aref Halawi no le impidió convertirse en la más importante referencia de la comunidad drusa, quienes confesan la Fe Unitaria o del Tawhid, fundada en el siglo XI, también conocida como Fe Druza.

## Biografía
El Jeque Abou Hassan Aref Halawi (1900-2003), jerarca druso que vivió más de 103 años en las montañas del Barouk, Shouf, provincia de mayoría druza al sur del estado Monte Líbano, República del Líbano. Sus fieles le llamaban el señor de la montaña porque llevaba una vida de estricta reclusión en los montes de El Líbano, dedicado exclusivamente a cuestiones espirituales y de meditación. 
El shaij Abou Hassan Aref llegó a ser una alta autoridad religiosa de la fe unitaria druza, muy respetada y estimada no solo en el Líbano, sino en Siria, Palestina y Jordania, incluso muy admirado por los drusos repartidos por todo el mundo. Y su alta investidura lo logró ya que era una persona profundamente espiritual, respetado por clérigos unitarios o no, políticos y por la gente en general, incluso por los altos dignatarios druzos quienes con él buscaron orientación y consejo.

## Vida privado y religioso
El Shaij Abou Hassan Aref nació en el Barouk, región del Shouf, al sur del Monte Líbano, probablemente en el año 1900, y desde muy temprana edad se dedicó al estudio y meditación de la fe del Tawhid, donde utilizaba varias horas al día y retiros espirituales a colinas vecinas para poder estudiar la fe y lograr su asociación con el Absoluto, Dios.
Se casó con una doncella de un pueblo vecino, hija de un prominente shaikh religioso druso, pero por su don moral no consumió su matrimonio, ya que fue un enlace figurativo, o como se dice en árabe “un matrimonio de vista”.
El Shaij Abou Hassan Aref fue una persona profundamente religiosa quien en sus últimos 30 años de su vida se enclaustró en su habitación para alejarse de la vista pública y la vida mundana y social, evitando el conceder entrevistas, y solo aceptaba la visita de sus correligionarios y de aquellos quienes iban en busca de su orientación y consejos.
Se retiró de la vida mundana a la reclusión solitaria aséptica, emprendiendo su estudio disciplinado en lo físico y en lo espiritual, alejándose de lo material y de la riqueza, con abstención y sacrificio se alejó de la vida social, de las buenas mesas, rechazando las carnes y otros alimentos, vinos y demás licores.
Abou Hassan Aref tuvo la virtud de aconsejar al prójimo, además de predecir, vaticinar o profetizar hechos o acciones futuras, estos hechos y virtudes se han enriquecido con el tiempo, convirtiéndose muchas de ellas en leyendas, por lo que lo han hecho ser venerado y visitado durante su vida.
Numerosas son sus predicciones, pero las más famosas fueron cuando el presidente Emile Lahoud quien era el mandatario del Líbano para ese momento cuando ocurrió el fallecimiento del apreciado Shaij, cristiano maronita de confesión y siendo aún un oficial de bajo rango del ejército del Líbano, fue a visitarlo para pedirle su consejo, éste al verlo la presagió que iba a ser un gran militar y Comandante en Jefe del Ejército Libanés, con el pasar de los años logró el cargo y fue de nuevo a visitar al maestro Shaij Abou Hassan Aref, y una vez frente a él, éste le reveló un nuevo vaticinio de que pronto iba a ser Presidente del Líbano, a los pocos meses así ocurrió.
Otro hecho fue cuando el aun joven Wadi Al Safi, también de confesión cristiano maronita, fue a visitarlo y el noble Shij le predijo que iba a ser un famoso cantante, así fue, con el tiempo y hasta la fecha, Wadi Al Safi es uno de los cantantes emblemáticos del Líbano, con su hermoso canto popular y folklórico.

## Vida publica
El más sonados casos fueron en el plano público, que rara vez el señor de la montaña realizó una comparecencia de este tipo o se mezcló en política, aunque era normalmente requerido por los dirigentes de su comunidad para brindarles consejo. Pese a considerarse un líder eminentemente espiritual, su más sonada intervención en la política se produjo a mediados de los años 80, en plena guerra civil libanesa (1975 – 1990) durante la invasión israelí al Monte Líbano, el Shouf y sur libanés, en ese tiempo se produce el retiro de este ejército invasor de septiembre de 1983), dejando la región y grandes ciudades drusas en manos del ejército de la falange libanesa (kataeb), adiestrada y apoyada por Israel, los líderes drusos encabezados por los miembros del partido Takadumi Eshtiraki, fueron a visitarlo para pedirle su orientación, consejo y autorización, para atacar las posiciones fuertemente apertrechas de este ejército irregular, con la intención de reconquistar la región drusa del Shouf, Aley y El Maten, pero cual fue el asombro de ellos, cuando el noble Shaij les pidió que atrasasen el ataque por dos días a la fecha por ellos acordada, ya que ese día decidido por ellos, iba a ser claro y soleado, y por lo tanto blanco fácil de la artillería falangista y la aviación israelí, pero si se hacía dos días después, serían protegidos por la providencia y la naturaleza, ya que iba a ser un día muy nublado y así las fuerzas drusas estarían protegidos por la neblina, asegurándose su triunfo, sin perder muchos hombres. Así ocurrió, el ataque fue retrasado por dos días, era el 6 de septiembre de 1983 y tal como lo predijo el noble Shaij era un día frío y nublado, no se veían las siluetas de las montañas y los pueblos estaban ocultos por las nieblas, las fuerzas drusas dirigidas por el Takadumi Eshtiraki entran a la región por tres frentes y se da inicio a la famosa Batalla de la Montaña, produciéndose en pocas horas la reconquista de Bhamdoun y Aley, más tarde cae en poder druso el Shouf y toda la región centro sur del Monte Líbano es reconquistada. 
Otro de los más sonados casos fue el llamado que hizo a mediados de los años 90, cuando lanzó un decreto religioso que prohibía a los drusos que viven en Israel cumplir el servicio militar en este país o colaborar con las autoridades israelíes. 
Los drusos que viven en Israel, aproximadamente unos 70.000, son los únicos árabes que tienen la obligación de cumplir el servicio militar. Con este edicto, Halawi se granjeó un gran respeto en el mundo árabe. Sin embargo, actualmente es imposible medir el grado de respuesta de los drusos israelíes a tal prohibición. 
Después de esta incursión en el mundo terrenal de la política, el jeque Halawi realizaría otras declaraciones conjuntas con los líderes religiosos de la comunidad drusa condenando las «agresiones bárbaras» de Israel contra los palestinos.

## Vida religiosa
Además de los vaticinios a personalidades públicas o privadas y de su intervención en los asuntos políticos de aquellas décadas, profetizó numerosos hechos y auguró a numerosas personas, e incluso con sus rezos y meditación ayudó y sanó a los pobres y enfermos, ya que dignificaba a los humildes, protegía y respetaba a los hombres virtuosos o no, que acudían a él con sus dramáticos problemas para hacerles justicia. Siempre con sus nobles hechos predicaba el buen ejemplo
Con sus consejos y orientación logró grandes ascendencias morales debido a su carisma y honradez, justicia y carácter tolerante, que en sus últimos 30 años de su vida, vistió su traje oscuro, de cabellos blancos y ocultos bajo su tarbouch blanco que representaba su alto rango de shaij, de barba suelta y blanca, de mirada profunda y noble, de frente amplia y serena, y con un rostro que profesaba piedad y ternura.
Quienes lo visitaban en su habitación donde vivió esos últimos años, salían de ella risueños y asombrados por lo que habían escuchado y sentido, salían serenos y con su moral alta por los consejos recibidos.
Supo apreciar el valor inmaterial de las cosas, fuera de los sentidos físicos y las normas genéricas para seguir el verdadero camino. Nunca aceptó que lo tratasen como un superior, sino más bien que lo tratasen con respeto, ya que era un humilde seguidor y servidor de Dios
El 26 de noviembre de 2003 desapareció físicamente el insigne jerarca espiritual, Shaij Abou Hassan Aref Halawi, quien falleció humildemente en el lecho de su hogar, aquejado de una neumonía después de permanecer dos meses en cama, a la edad de 103 años, en el pueblo del Baruk, el mismo pueblo que le vio nacer y vivió en ella toda su vida, ya sea cerca de ella en las colinas, o ya en la misma localidad, ubicada en histórica región del Shouf, Líbano. 
Hoy día, después de tres años de su desaparición física, sus hechos y virtudes se han enriquecido y son por ellos muchos los creyentes que visitan su tumba, ofreciendo sus oraciones y encendiendo sus velas en petición o cumplimiento de sus promesas.